# Nhất Biến
Nhất Biến (zh. 一遍, ja. ippen), 1234 - 1289, là Cao tăng Nhật Bản, được xem là vị tổ của Thời tông (時宗), một nhánh của Tịnh độ Phật giáo, có chùa chính là Du Hành tự (zh. 遊行寺) ở thành phố Fujisawa (Đằng Trạch thị 藤沢市).
Nhất Biến sinh ra tại Ehime (Ái Viện huyện 愛媛県) và tu tập rất sớm với một đệ tử của Pháp Nhiên. Sư xuất gia rồi hoàn tục một lần, nhưng sau đó thay đổi ý định. Sau khi hành hương đến Thiện Quang tự (zh. 善光寺, ja. zenkōji), huyện Nagano (Trường Dã huyện 長野県), Sư đến một ngôi chùa hẻo lánh ở Ehime, thực hành pháp tu rất nghiêm mật và cuối cùng, đạt được sự an trú toàn vẹn nơi Phật A-di-đà. Qua kinh nghiệm của mình, Sư trở nên rất tự tin cho rằng với bất kì tầng bực thiết tha tu tập của bất cứ căn cơ nào của chúng sinh, dù nam hay nữ, họ đều có thể được vãng sinh ở Tịnh độ, dù chỉ bằng công đức trì niệm một danh hiệu đức Phật A-di-đà. Sau đó, sư đi khắp nơi trong nước, phát cho mọi người những tờ giấy ghi chép lời chỉ dạy căn bản cho pháp tu Tịnh độ. Có đến hàng ngàn người hành trì theo sự khuyến giáo của sư. Khi biết mình sắp viên tịch vào năm 51 tuổi, sư đốt tất cả những gì sư đã trước tác, nên nay chẳng còn tác phẩm nào của sư được lưu hành.